# Colossendeis australis
Colossendeis australis är en havsspindelart som beskrevs av Hodgson, T.V. 1907. Colossendeis australis ingår i släktet Colossendeis och familjen Colossendeidae. Inga underarter finns listade i Catalogue of Life.